# USA:s Grand Prix 2021
USA:s Grand Prix 2021, officiellt Formula 1 Aramco United States Grand Prix 2021, var ett Formel 1-lopp som kördes den 24 oktober 2021 på Circuit of the Americas i Austin, Texas, USA. Loppet var det sjuttonde loppet ingående i Formel 1-säsongen 2021 och kördes över 56 varv.

## Ställning i mästerskapet före loppet
| Pos. | Förare          | Poäng |
| ---- | --------------- | ----- |
| 1    | Max Verstappen  | 262,5 |
| 2    | Lewis Hamilton  | 256,5 |
| 3    | Valtteri Bottas | 177   |
| 4    | Lando Norris    | 145   |
| 5    | Sergio Pérez    | 135   |

| Pos. | Konstruktör      | Poäng |
| ---- | ---------------- | ----- |
| 1    | Mercedes         | 433,5 |
| 2    | Red Bull-Honda   | 397,5 |
| 3    | McLaren-Mercedes | 240   |
| 4    | Ferrari          | 232,5 |
| 5    | Alpine-Renault   | 104   |

- Notering: Endast de fem bästa placeringarna i vardera mästerskap finns med på listorna.

## Kvalet
Max Verstappen för Red Bull tog pole position följt av Lewis Hamilton för Mercedes följt av Sergio Pérez, stallkamrat till Verstappen, på tredje plats.
| Pos.                    | Nr. | Förare             | Konstruktör               | Kvaltider | Kvaltider | Kvaltider | Start- grid |
| Pos.                    | Nr. | Förare             | Konstruktör               | Q1        | Q2        | Q3        | Start- grid |
| ----------------------- | --- | ------------------ | ------------------------- | --------- | --------- | --------- | ----------- |
| 1                       | 33  | Max Verstappen     | Red Bull-Honda            | 1:34,352  | 1:33,464  | 1:32,910  | 1           |
| 2                       | 44  | Lewis Hamilton     | Mercedes                  | 1:34,579  | 1:33,797  | 1:33,119  | 2           |
| 3                       | 11  | Sergio Pérez       | Red Bull-Honda            | 1:34,369  | 1:34,178  | 1:33,134  | 3           |
| 4                       | 77  | Valtteri Bottas    | Mercedes                  | 1:34,590  | 1:33,959  | 1:33,475  | 91          |
| 5                       | 16  | Charles Leclerc    | Ferrari                   | 1:34,153  | 1:33,928  | 1:33,606  | 4           |
| 6                       | 55  | Carlos Sainz, Jr.  | Ferrari                   | 1:34,558  | 1:34,126  | 1:33,792  | 5           |
| 7                       | 3   | Daniel Ricciardo   | McLaren-Mercedes          | 1:34,407  | 1:34,643  | 1:33,808  | 6           |
| 8                       | 4   | Lando Norris       | McLaren-Mercedes          | 1:34,551  | 1:33,880  | 1:33,887  | 7           |
| 9                       | 10  | Pierre Gasly       | Alpha Tauri-Honda         | 1:34,567  | 1:34,583  | 1:34,118  | 8           |
| 10                      | 22  | Yuki Tsunoda       | Alpha Tauri-Honda         | 1:35,360  | 1:35,137  | 1:34,918  | 10          |
| 11                      | 31  | Esteban Ocon       | Alpine-Renault            | 1:35,747  | 1:35,377  | N/A       | 11          |
| 12                      | 5   | Sebastian Vettel   | Aston Martin-BWT Mercedes | 1:35,281  | 1:35,500  | N/A       | 182         |
| 13                      | 99  | Antonio Giovinazzi | Alfa Romeo-Ferrari        | 1:35,920  | 1:35,794  | N/A       | 12          |
| 14                      | 14  | Fernando Alonso    | Alpine-Renault            | 1:35,756  | 1:44,549  | N/A       | 192         |
| 15                      | 63  | George Russell     | Williams-Mercedes         | 1:35,746  | DNF       | N/A       | 202         |
| 16                      | 18  | Lance Stroll       | Aston Martin-BWT Mercedes | 1:35,983  | N/A       | N/A       | 13          |
| 17                      | 6   | Nicholas Latifi    | Williams-Mercedes         | 1:35,995  | N/A       | N/A       | 14          |
| 18                      | 7   | Kimi Räikkönen     | Alfa Romeo-Ferrari        | 1:36,311  | N/A       | N/A       | 15          |
| 19                      | 47  | Mick Schumacher    | Haas-Ferrari              | 1:36,499  | N/A       | N/A       | 16          |
| 20                      | 9   | Nikita Mazepin     | Haas-Ferrari              | 1:36,796  | N/A       | N/A       | 17          |
| 107 %-gränsen: 1:40,743 |     |                    |                           |           |           |           |             |
| Källor:                 |     |                    |                           |           |           |           |             |

Noter
- ^1  – Valtteri Bottas tilldelades en 5 platsers nedflyttning efter att ha tagit nya motordelar.[4]
- ^2  – Fernando Alonso, Sebastian Vettel och George Russell tvingas starta längst bak på startgriden efter att ha tagit en ny motor.[4][5]

## Loppet
Max Verstappen för Red Bull vann loppet följt av Lewis Hamilton för Mercedes med Sergio Pérez för Red Bull på tredjeplats.
Pierre Gasly var den första föraren som tvingades bryta loppet. Esteban Ocon tvingades senare också bryta loppet tillsammans med sin teamkamrat Fernando Alonso.
| Pos.                                                 | Nr. | Förare             | Konstruktör               | Varv | Tid/Bröt    | Grid | Poäng |
| ---------------------------------------------------- | --- | ------------------ | ------------------------- | ---- | ----------- | ---- | ----- |
| 1                                                    | 33  | Max Verstappen     | Red Bull-Honda            | 56   | 1:34:36,552 | 1    | 25    |
| 2                                                    | 44  | Lewis Hamilton     | Mercedes                  | 56   | +1,333      | 2    | 191   |
| 3                                                    | 11  | Sergio Pérez       | Red Bull-Honda            | 56   | +42,223     | 3    | 15    |
| 4                                                    | 16  | Charles Leclerc    | Ferrari                   | 56   | +52,246     | 4    | 12    |
| 5                                                    | 3   | Daniel Ricciardo   | McLaren-Mercedes          | 56   | +76,854     | 6    | 10    |
| 6                                                    | 77  | Valtteri Bottas    | Mercedes                  | 56   | +80,128     | 9    | 8     |
| 7                                                    | 55  | Carlos Sainz, Jr.  | Ferrari                   | 56   | +83,545     | 5    | 6     |
| 8                                                    | 4   | Lando Norris       | McLaren-Mercedes          | 56   | +84,395     | 7    | 4     |
| 9                                                    | 22  | Yuki Tsunoda       | Alpha Tauri-Honda         | 55   | +1 varv     | 10   | 2     |
| 10                                                   | 5   | Sebastian Vettel   | Aston Martin-BWT Mercedes | 55   | +1 varv     | 18   | 1     |
| 11                                                   | 99  | Antonio Giovinazzi | Alfa Romeo-Ferrari        | 55   | +1 varv     | 12   |       |
| 12                                                   | 7   | Kimi Räikkönen     | Alfa Romeo-Ferrari        | 55   | +1 varv     | 15   |       |
| 13                                                   | 18  | Lance Stroll       | Aston Martin-BWT Mercedes | 55   | +1 varv     | 13   |       |
| 14                                                   | 63  | George Russell     | Williams-Mercedes         | 55   | +1 varv     | 20   |       |
| 15                                                   | 6   | Nicholas Latifi    | Williams-Mercedes         | 55   | +1 varv     | 14   |       |
| 16                                                   | 47  | Mick Schumacher    | Haas-Ferrari              | 54   | +2 varv     | 16   |       |
| 17                                                   | 9   | Nikita Mazepin     | Haas-Ferrari              | 54   | +2 varv     | 17   |       |
| 18                                                   | 14  | Fernando Alonso    | Alpine-Renault            | 49   | DNF         | 19   |       |
| RET                                                  | 31  | Esteban Ocon       | Alpine-Renault            | 40   | DNF         | 11   |       |
| RET                                                  | 10  | Pierre Gasly       | Alpha Tauri-Honda         | 14   | DNF         | 8    |       |
| Snabbaste varvet: Lewis Hamilton, Mercedes, 1:38,485 |     |                    |                           |      |             |      |       |
| Källor:                                              |     |                    |                           |      |             |      |       |

Noter
- ^1  – Inkluderar en extra poäng för snabbaste varv.

## Ställning i mästerskapet efter loppet
| Pos.  | Förare          | Poäng |
| ----- | --------------- | ----- |
| 1 ▬   | Max Verstappen  | 287,5 |
| 2 ▬   | Lewis Hamilton  | 275,5 |
| 3 ▬   | Valtteri Bottas | 185   |
| 4 ▲ 1 | Sergio Pérez    | 150   |
| 5 ▼ 1 | Lando Norris    | 149   |

| Pos. | Konstruktör      | Poäng |
| ---- | ---------------- | ----- |
| 1 ▬  | Mercedes         | 460,5 |
| 2 ▬  | Red Bull-Honda   | 437,5 |
| 3 ▬  | McLaren-Mercedes | 254   |
| 4 ▬  | Ferrari          | 250,5 |
| 5 ▬  | Alpine-Renault   | 104   |

- Notering: Endast de fem bästa placeringarna i vardera mästerskap finns med på listorna.